# Hodivoaia
Hodivoaia – wieś w Rumunii, w okręgu Giurgiu, w gminie Putineiu. W 2011 roku liczyła 434 mieszkańców.